# Beiersdorf-Freudenberg
Beiersdorf-Freudenberg – gmina w Niemczech w kraju związkowym Brandenburgia, w powiecie Märkisch-Oderland, wchodzi w skład urzędu Falkenberg-Höhe.